# Adam Vetulani
Adam Vetulani (ur. 20 marca 1901 w Sanoku, zm. 25 września 1976 w Busku-Zdroju) – polski historyk prawa, autor prac z historii prawa kościelnego i średniowiecznego prawa polskiego, nauczyciel akademicki, wydawca  źródeł historycznych, organizator życia naukowego, działacz ruchu ludowego i wojskowy. Profesor Uniwersytetu Jagiellońskiego (UJ), kierownik Katedry Prawa Kościelnego UJ (1934–1939) i Katedry Historii Państwa i Prawa Polskiego UJ (1947–1970), dziekan Wydziału Prawa UJ (1946–1948), członek i w latach 1957–1958 sekretarz generalny Polskiej Akademii Umiejętności, uczestnik II wojny światowej w szeregach armii polskiej i francuskiej, w latach 1940–1945 internowany w Szwajcarii, podporucznik Ludowego Wojska Polskiego.
Był autorem badań nad Dekretem Gracjana, zajmował się kwestią sekularyzacji Prus. Opracował i przygotował do druku szereg źródeł do średniowiecznej historii Polski. Był autorem podręczników oraz wydawnictw popularnohistorycznych. Opublikował łącznie ponad trzysta trzydzieści prac w różnych językach.
W wieku szesnastu lat wstąpił do armii austro-węgierskiej i jako ochotnik wziął udział w I wojnie światowej. Następnie jako żołnierz Wojska Polskiego wziął udział w wojnie polsko-bolszewickiej. Ukończył studia na Wydziale Prawa Uniwersytetu Jagiellońskiego. Tam w 1925 roku obronił doktorat pod kierunkiem Stanisława Kutrzeby. Następnie uzyskał roczne stypendium na Uniwersytecie w Strasburgu. W 1934 roku uzyskał nominację na profesora nadzwyczajnego i objął Katedrę Prawa Kościelnego Uniwersytetu Jagiellońskiego. Na UJ pomagał studiującej młodzieży pochodzenia chłopskiego. Krytykował rządy sanacji w II RP przez co władze państwowe zablokowały jego awans na profesora zwyczajnego w drugiej połowie lat 30.
W 1939 roku jako ochotnik w stopniu kaprala  wziął udział w kampanii wrześniowej. Internowany w Rumunii, przedostał się do Francji i w maju 1940 w stopniu plutonowego wziął udział w kampanii francuskiej. Lata 1940–1945 spędził na internowaniu w Szwajcarii, gdzie organizował edukację licealną i uniwersytecką dla żołnierzy 2 Dywizji Strzelców Pieszych i był przedstawicielem Funduszu Kultury Narodowej z ramienia polskiego rządu na uchodźstwie.
Po zakończeniu II wojny światowej powrócił do Polski i w 1947 roku objął kierownictwo Katedry Historii Państwa i Prawa Polskiego UJ. Wypromował ośmiu doktorów, z których każdy został później profesorem nauk prawnych. W ocenie swoich współpracowników, Adam Vetulani „pozostawił po sobie całą szkołę badawczą”, kontynuującą tradycje krakowskiej szkoły historycznej.
Do lat 40. działał w Polskim Stronnictwie Ludowym. Co najmniej od 1951 roku był inwigilowany przez Urząd Bezpieczeństwa. Otwarcie sprzeciwiał się stalinizacji Uniwersytetu Jagiellońskiego. Utrzymywał bliskie kontakty z krakowską kurią biskupią i kardynałem Adamem Stefanem Sapiehą. Współpracował i utrzymywał wieloletnią, serdeczną relację z arcybiskupem Karolem Wojtyłą, który przewodniczył uroczystościom pogrzebowym Adama Vetulaniego w 1976 roku.
Adam Vetulani otrzymał doktoraty honorowe Uniwersytetu w Strasburgu (1959), Uniwersytetu Nancy (1961) oraz Uniwersytetu w Pecs (1972). Został uhonorowany Krzyżem Komandorskim papieskiego Ordine Piano, Medalem Komisji Edukacji Narodowej oraz odznaczeniami wojskowymi – dwukrotnie Krzyżem Walecznych za udział w wojnie polsko-bolszewickiej oraz francuskimi: Croix de Guerre avec étoile, Croix du combattant oraz Médaille Commémorative Française de la Guerre 1939–1945. Ze związku z Anną Szewczyk miał córkę Krystynę (ur. 1924), a ze związku małżeńskiego z Ireną z domu Latinik synów: Jerzego (ur. 1936) i Jana (ur. 1938). W 2023 ukazała się biografia Adam Vetulani (1901–1976). Historyk prawa polskiego i kanoniczego autorstwa Piotra Bilińskiego (ISBN 978-83-233-5265-5).

## Życiorys

### Młode lata

Rodzina Vetulanich w Sanoku, około 1910. W pierwszym rzędzie, od lewej: Adam Vetulani (stoi), Helena Kunachowicz z domu Kadłubowska (babka Adama Vetulaniego), Elżbieta Karolina Vetulani z domu Kunachowicz (matka Adama Vetulaniego), Elżbieta Vetulani (siedzi); w drugim rzędzie, od lewej stoją: Tadeusz, Maria, Kazimierz i Zygmunt (rodzeństwo Adama Vetulaniego)

Rodzina Vetulanich, wywodząca się z Toskanii, sprowadziła się do Polski w XVIII wieku.
Adam Vetulani urodził się 20 marca 1901 roku w Sanoku. Był synem Romana Vetulaniego, profesora gimnazjalnego, i Elżbiety Karoliny z Kunachowiczów (1867–1948). Miał pięcioro rodzeństwa: braci Kazimierza (1889–1941), Zygmunta (1894–1942) i Tadeusza (1897–1952), oraz siostry Marię (magister nauk ekonomicznych, urzędniczkę Banku Rolnego w Krakowie, 1895–1945) i Elżbietę (1903–1921, zmarłą na gruźlicę).
Rodzina zamieszkiwała w Sanoku, w domu przy ulicy Floriańskiej i w Willi Zaleskich przy placu św. Jana. W 1906 roku Roman Vetulani zmarł na zawał serca, osieracając sześcioro dzieci, w tym pięcioletniego Adama. Jedyną żywicielką rodziny pozostała matka Elżbieta, która otrzymała rentę po zmarłym mężu. To ona „wywarła duży wpływ na kształtowanie młodzieńczej osobowości Adama Vetulaniego”. W 1908 Vetulaniowie zamieszkiwali w Sanoku przy ulicy Podgórze w domu pod numerem konskrypcyjnym 284.
Adam Vetulani ukończył szkołę powszechną w Sanoku. W latach 1911–1914 ukończył trzy pierwsze klasy C. K. Gimnazjum w Sanoku, jako chlubnie uzdolniony. Szczególnnie przykładał się do nauki języków obcych: francuskiego, niemieckiego i łaciny. Następnie uczęszczał do gimnazjum w Cieszynie i polskiego gimnazjum w Wiedniu, po czym od 1915 do 1919 uczył się w klasach od piątej do ósmej C. K. III Gimnazjum w Krakowie, w którym już w niepodległej II Rzeczypospolitej po przemianowaniu na Państwowe Gimnazjum im. Króla Jana III Sobieskiego w czerwcu 1919 roku zdał egzamin dojrzałości z odznaczeniem. W latach nauki szkolnej żył bardzo skromnie, aby się utrzymać dawał prywatne korepetycje.
W czasie I wojny światowej z głodu zaciągnął się jako ochotnik do armii austriackiej i w jej szeregach walczył w latach 1917–1918 na froncie włoskim.

### II Rzeczpospolita (1919–1939)

#### Studia i doktorat

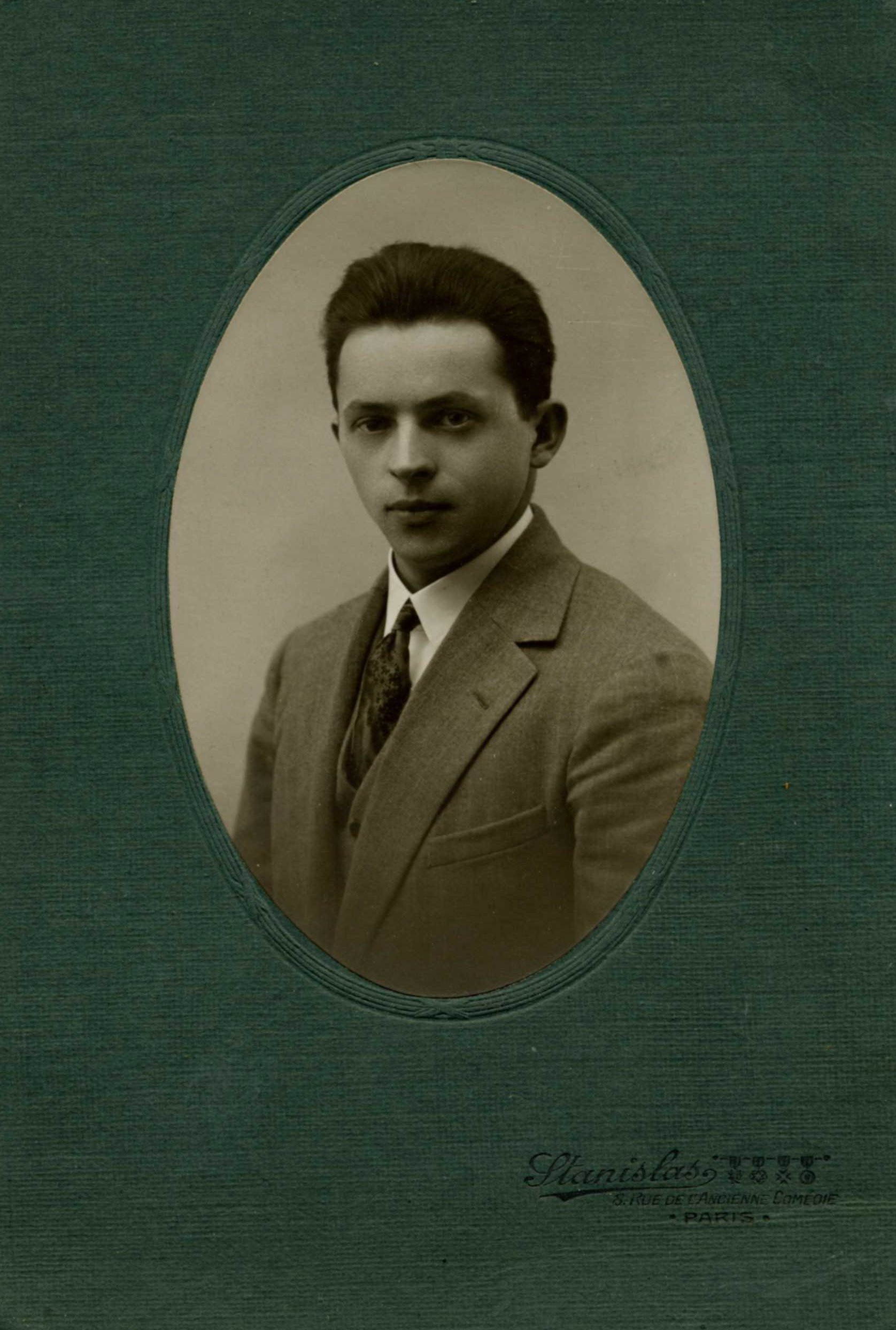
Adam Vetulani w czasie studiów we Francji, lata 20. XX wieku

Adam Vetulani w czasie studiów we Francji, lata 20. XX wieku

W latach 1919–1923 studiował prawo na Wydziale Prawa Uniwersytetu Jagiellońskiego, równocześnie podejmując pracę jako koncypient – pomocnik buchaltera w fabryce szczotek i pędzli przy ul. Zwierzynieckiej.
W czerwcu 1920, w trakcie wojny z bolszewikami, przerwał naukę i jako ochotnik wstąpił do Wojska Polskiego. Ukończył w stopniu plutonowego dwumiesięczny kurs w Centralnej Szkole Podoficerów Piechoty w Biedrusku i otrzymał przydział do 4. Pułku Piechoty Strzelców Podhalańskich, w którym służył do grudnia 1920. Za udział w wojnie polsko-bolszewickiej został dwukrotnie odznaczony Krzyżem Walecznych. Następnie, bez straty roku akademickiego, kontynuował studia prawnicze.
W 1923 opublikował pierwszą pracę naukową. Absolutorium uzyskał 24 września 1923 roku. Wśród jego wykładowców byli m.in. Józef Brzeziński, Stanisław Estreicher, Franciszek Fierich, Jan Nepomucen Fijałek, Władysław Leopold Jaworski, Adam Krzyżanowski, Władysław Semkowicz, Rafał Taubenschlag, Stanisław Wróblewski i Fryderyk Zoll. W trakcie studiów zdał z odznaczeniem trzy egzaminy państwowe: z prawa rzymskiego, z prawa zachodnioeuropejskiego i z postępowania sądowego. Za wybitne osiągnięcia w nauce przez dwa lata pobierał stypendium z fundacji Samuela Głowińskiego. Jego trzy prace seminaryjne z zakresu prawa procesowego zostały zaliczone do pierwszej kategorii uchwałą Rady Wydziału Prawa UJ i nagrodzone piętnastoma tysiącami marek polskich.
W czerwcu 1924 podjął pracę jako aplikant sędziowski w Sądzie Okręgowym w Krakowie, a następnie w Sądzie Apelacyjnym w Krakowie. Zamierzał zostać adwokatem, jednak aplikacji (którą kontynuował w latach 1924–1934) nigdy nie ukończył. Udział w seminarium Stanisława Kutrzeby, na które uczęszczał od 1921, wpłynął na zmianę jego planów i decyzję o poświęceniu się pracy naukowej. Stanisław Kutrzeba stał się dla niego w kolejnych latach „umiłowanym mistrzem”. W styczniu 1925 roku pod kierunkiem Stanisława Kutrzeby uzyskał na UJ tytuł doktora praw.

#### Początki pracy naukowej
Po uzyskaniu doktoratu wyjechał za granicę na roczne stypendium Ministerstwa Wyznań Religijnych i Oświecenia Publicznego (1925–1926). Wyjazd rozpoczął w listopadzie 1925 roku na Uniwersytecie Karola w Pradze, gdzie uczestniczył w seminariach Karela Kadleca i Jana Kaprasa. Następnie do grudnia 1926 roku studiował we Francji, w Strasburgu, a także częściowo w Paryżu. Na Uniwersytecie w Strasburgu pod kierunkiem Ernesta Champeaux i Fritza Kienera zajmował się badaniem historii średniowiecznej kapituły katedralnej w Strasbourgu, uczęszczał też na seminarium Gabriela Le Bras. Wówczas jego zainteresowania skupiły się wokół średniowiecznej kultury prawnej.

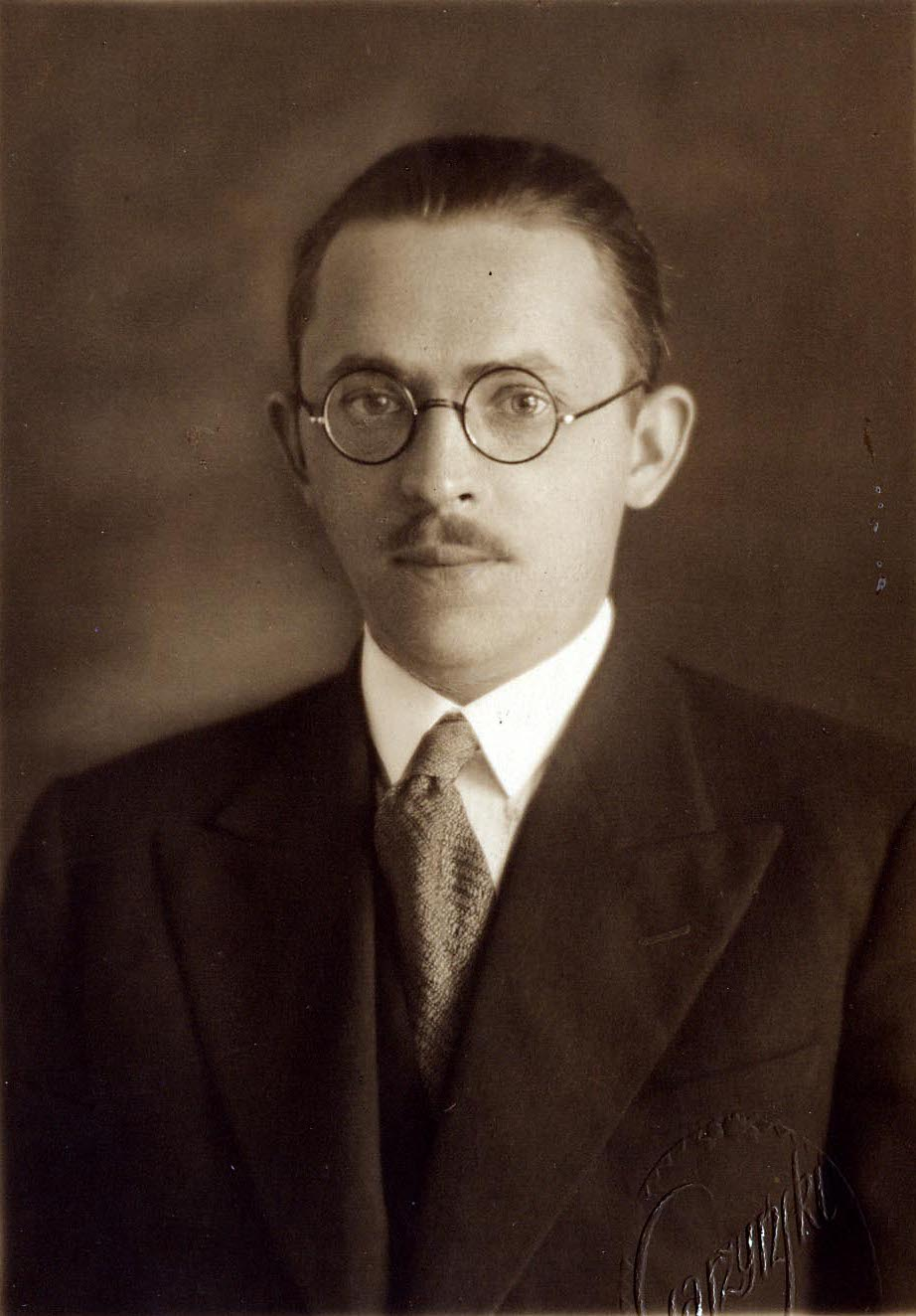
Adam Vetulani w okresie objęcia Katedry Prawa Kościelnego UJ, 1934

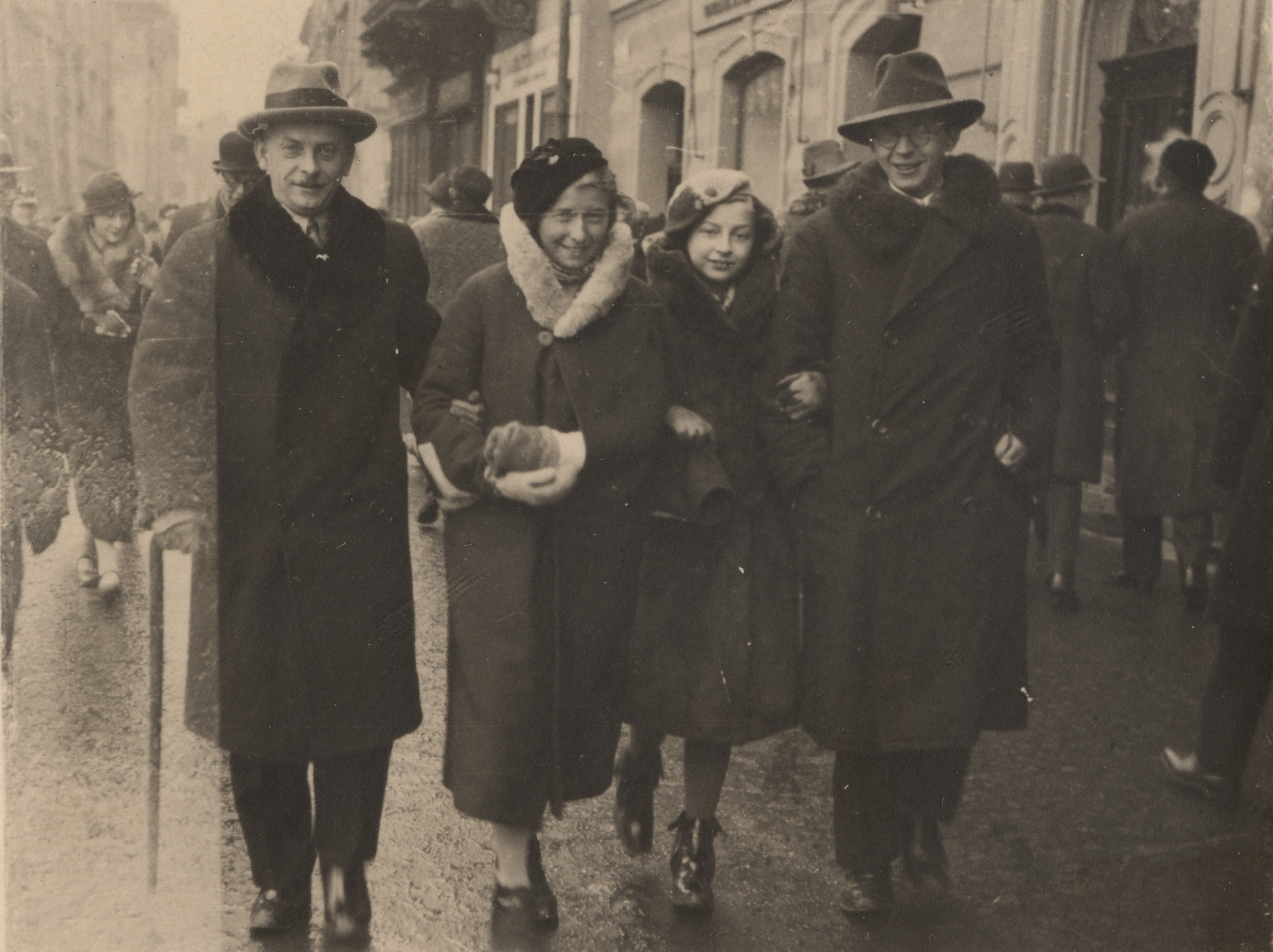
Adam Vetulani (pierwszy z prawej) wraz z (kolejno od lewej) bratem Zygmuntem, żoną Ireną z domu Latinik i bratanicą Wandą w Krakowie, lata 30. XX wieku

Po powrocie do Polski kontynuował pracę naukową pod opieką Stanisława Kutrzeby. W grudniu 1926 roku uzyskał stanowisko pomocniczego pracownika naukowego Uniwersytetu Jagiellońskiego przy Katedrze Prawa Cywilnego, wobec braku etatów w katedrach historyczno-prawnych. W styczniu 1928 wniósł podanie o vieniam legendi (prawo do prowadzenia wykładów), a w marcu 1928 habilitował się z zakresu historii prawa polskiego na podstawie całości dorobku, wygłaszając wykład habilitacyjny Pierwsze przywileje Kościoła polskiego (habilitacja została zatwierdzona przez ministra wyznań religijnych i oświecenia publicznego w kwietniu 1928).

#### Kierownik Katedry Prawa Kościelnego i profesor UJ
1 października 1928 roku został mianowany zastępcą profesora i objął kierownictwo Katedry Prawa Kościelnego UJ (z racji tego że stanowisko kierownika Katedry Historii Prawa Polskiego pozostawało zajęte przez jego mistrza, Stanisława Kutrzebę). Wówczas „poszerzył krąg swoich zainteresowań o prawo kościelne”. W 1934 roku uzyskał nominację na profesora nadzwyczajnego.
W okresie międzywojennym był aktywnym działaczem ruchu ludowego, krytycznie nastawionym do rządów sanacyjnych. Należał do Związku Inteligencji Ludowej. Współpracował z innymi profesorami działającymi w ruchu ludowym: Franciszkiem Bujakiem, Stanisławem Pigoniem i Stanisławem Kotem. Utrzymywał bliskie kontakty z mecenasem Stanisławem Mierzwą. Działał we Froncie Morges, w którego pismach Odnowa i Zwrot publikował artykuły. Występował przeciwko reformie jędrzejowiczowskiej (znoszącej autonomię szkół wyższych), oraz protestował przeciw uwięzieniu, a następnie wygnaniu z Polski Wincentego Witosa.
Jako wykładowca pomagał młodzieży pochodzenia chłopskiego studiującej na uczelni, pomagał m.in. studentom zrzeszonym w Polskiej Akademii Młodzieży Ludowej. Otwarcie sprzeciwiał się powstawaniu na uniwersytecie gett ławkowych. Miał w zwyczaju siadać między studentami i oświadczać, że nie rozpocznie wykładu, dopóki studenci polscy i żydowscy nie przemieszają się.
Z „przyczyn natury politycznej” jego kariera uniwersytecka uległa zahamowaniu. Mimo wystąpienia w styczniu 1937 roku przez Radę Wydziału Prawa UJ z wnioskiem o nadanie Vetulaniemu profesury zwyczajnej, nie otrzymał on nominacji przez następne dwa i pół roku, aż do wybuchu II wojny światowej.
W 1936 roku został wybrany na członka korespondenta Towarzystwa Naukowego Warszawskiego, a w 1937 na członka przybranego Towarzystwa Naukowego we Lwowie. W 1938 roku został wybrany na członka korespondenta Polskiej Akademii Umiejętności. Od 1932 brał udział w pracach Komisji Historycznej PAU. Od 1938 był sekretarzem Komisji Prawniczej PAU.
W 1924 roku z nieślubnego związku z Anną Szewczyk urodziła się jego córka Krystyna.
W 1930 roku Adam Vetulani poślubił Irenę Latinik, córkę generała Franciszka Latinika, z którą miał dwóch synów: Jerzego (ur. 1936) oraz Jana (ur. 1938). Rodzina zajmowała mieszkanie na parterze w domu profesorów Uniwersytetu Jagiellońskiego przy placu Inwalidów w Krakowie, zatrudniając pokojówkę, kucharkę i wychowawczynię dla dzieci .

### II wojna światowa (1939–1945)

#### Na froncie i emigracji
W 1939 roku Adam Vetulani wziął udział w kampanii wrześniowej jako ochotnik w stopniu kaprala. 17 września 1939 przeszedł przez granicę polsko-rumuńską i wraz z wojskiem dowodzonym przez ppłk. Waleriana Wiśniewskiego dotarł do Rumunii, gdzie został internowany w Babadag. Tam służył jako oficer oświatowy w sztabie płk. Andrzeja Liebicha i zajmował się wydawaniem codziennej gazetki dla żołnierzy (łącznie dwadzieścia pięć numerów do 25 listopada 1939), po czym przeniósł się do Bukaresztu, gdzie został członkiem pięcioosobowego Komitetu Obywatelskiego kierowanego przez Mirosława Arciszewskiego i prowadził referat oświatowy przy Ambasadzie Polskiej propagując wśród internowanych żołnierzy wyjazd do Francji. Starał się także bezskutecznie o uwolnienie krakowskich profesorów aresztowanych w Sonderaktion Krakau.
Z własnej woli jako żołnierz szeregowy wyruszył w kwietniu 1940 roku w drogę do Francji, gdzie dotarł na początku maja 1940. Unikając służby kancelaryjno-biurowej w wojsku, a zamierzając być na froncie, wstąpił do Wojska Polskiego we Francji w ramach Polskich Sił Zbrojnych na Zachodzie i w stopniu plutonowego został zastępcą dowódcy plutonu w 3 plutonie 9 kompanii 6 Kresowego Pułku Strzelców Pieszych, którą dowodził por. Feliks Radomski. Podczas kampanii francuskiej 1940 uczestniczył w ciężkich walkach wzdłuż linii Maginota, szczególnie pod Maiche i Damprichard, w departamencie Jura. Został odznaczony francuskimi: Croix de Guerre avec étoile, Croix du combattant oraz Médaille Commémorative Française de la Guerre 1939–1945.

#### Internowanie w Szwajcarii
W obliczu klęski Francji, przedostał się z żołnierzami 2 Dywizji Strzelców Pieszych na południe i 19/20 czerwca 1940 przekroczył granicę francusko-szwajcarską. Wraz z żołnierzami dywizji został internowany w Szwajcarii. Przebywał w miejscowości Madiswil jako podoficer III batalionu 6 Kresowego Pułku Strzelców Pieszych, którym dowodził mjr dypl. Leon Marchwicki. Vetulaniemu powierzono organizację obozów licealnych i uniwersyteckich dla żołnierzy 2 DSP. Prowadził pogadanki i wykłady uniwersyteckie, redagował podręczniki dla żołnierskich szkół powszechnych i zawodowych. W roku szkolnym 1940/1941 był kierownikiem naukowym obozu uniwersyteckiego pod Fryburgiem. Wspólnie z dr. hab. Antonim Deryngiem działał przy organizacji studiów prawniczych. Kadra dydaktyczna została zorganizowana z inicjatywy gen. Bronisława Prugara-Ketlinga, także pochodzącego z Sanoka.
Do 1945 Adam Vetulani był przedstawicielem Funduszu Kultury Narodowej (FKN) na Szwajcarię z ramienia polskiego rządu na uchodźstwie (wysunął postulat powołania funduszu dla ludzi nauki i kultury na uchodźstwie na wzór FKN już w 1939 na posiedzeniu Komitetu Obywatelskiego w Rumunii). Używał pseudonimów „Adam Brzoza” i „Adam Sanocki”. Przesyłaną do okupowanej Polski korespondencję podpisywał pseudonimem „Fraulein Lidia Kupfer”.
Został zdemobilizowany 5 września 1945 roku. Otrzymał propozycję objęcia katedry prawa kościelnego na Uniwersytecie we Fryburgu, ale po zakończeniu wojny zdecydował się na powrót do ojczyzny. Spieszył wówczas do ciężko rannej w ostatnich dniach wojny żony, do dwóch małoletnich synów i blisko osiemdziesięcioletniej matki Elżbiety.

### W Polsce Ludowej (1945–1976)

#### Kierownik Katedry Historii Państwa i Prawa Polskiego UJ
14 września 1945, po kilku latach tułaczki, przybył do Polski, a dzień później został mianowany kierownikiem Katedry Prawa Kościelnego na Uniwersytecie Jagiellońskim. W 1946 został profesorem zwyczajnym Uniwersytetu Jagiellońskiego w zakresie prawa kościelnego. W latach 1946–1948 pełnił funkcję dziekana Wydziału Prawa UJ.
Po śmierci swojego mistrza Stanisława Kutrzeby w styczniu 1946 roku kierował Katedrą Historii Ustroju Polski na UJ. 2 stycznia 1947 roku formalnie objął kierownictwo Katedry Historii Państwa i Prawa Polskiego UJ. Przez kolejne lata prowadził wykłady z historii państwa i prawa polskiego, tzw. „korony”. Jak wspominał jego uczeń Wacław Uruszczak: „Często wykładał stojąc. Miał wadę wymowy, ale ona po chwili słuchania go przestawała istnieć, ponieważ górę brał sposób oraz styl mówienia, godny mistrza i erudyty. Profesor Adam Vetulani wśród studentów wzbudzał respekt. Średniego wzrostu, siwy, bardzo szczupły, w odbiorze oschły i zasadniczy. Tylko nieliczni mieli odwagę iść do niego na egzamin”. Blisko współpracował m.in. z Zofią Kozłowską-Budkową. Otwarcie sprzeciwiał się stalinizacji Uniwersytetu Jagiellońskiego oraz narzucaniu marksizmu-leninizmu w dyskursie akademickim.
Adam Vetulani był aktywnym działaczem i od 1945 roku członkiem Polskiego Stronnictwa Ludowego, w którym pełnił funkcję wiceprezesa koła Kraków-Gród. Po śmierci Wincentego Witosa został powołany w skład Komitetu dla Uczczenia Pamięci Wincentego Witosa, a później w skład Komitetu Budowy Uniwersytetu Ludowego na Ziemi Krakowskiej. W 1947 był pośród założycieli Towarzystwa Polsko Szwajcarskiego w Krakowie. Na fali represji wobec PSL w 1947 roku był przesłuchiwany przez Urząd Bezpieczeństwa. Po tym doświadczeniu wystąpił z szeregów partii i poświęcił się wyłącznie pracy naukowej.

#### Reaktywacja Polskiej Akademii Umiejętności
Adam Vetulani wznowił współpracę z Polską Akademią Umiejętności. W 1950 roku został wybrany członkiem czynnym PAU. Kontynuował pracę na stanowisku sekretarza Komisji Prawniczej PAU (które objął jeszcze przed wybuchem II wojny światowej). Ustąpił z niego w 1952 roku. W latach 1946–1952 był przewodniczącym Sekcji Historii Prawa Komisji Prawniczej PAU.
W latach 1957–1958 wraz z grupą uczonych krakowskich, m.in. Adamem Krzyżanowskim, na fali odwilży październikowej podjął próbę reaktywacji PAU. Objął wówczas stanowisko sekretarza generalnego PAU. Działania w kierunku reaktywacji PAU zakończyły się jednak niepowodzeniem, nie doprowadzono do przyjęcia nowego statutu.

#### Kontakty z kurią krakowską i Karolem Wojtyłą
Adam Vetulani utrzymywał ścisłe kontakty z krakowską kurią biskupią. Blisko współpracował z kardynałem Adamem Stefanem Sapiehą. Współpracował z redakcją Tygodnika Powszechnego. Był zaangażowany w uroczystości związane z tysięczną rocznicą chrztu Mieszka I, podczas których przemawiał w katedrze wawelskiej na sesji naukowej poświęconej kardynałowi Sapieże. W latach 50. poznał księdza Karola Wojtyłę, który uczęszczał na jego seminarium z historii prawa kościelnego na Uniwersytecie Jagiellońskim. Na przestrzeni lat Vetulani stał się autorytetem dla Wojtyły, co zaowocowało pod koniec lat 50. napisaniem przez Wojtyłę pracy o Dekretecie Gracjana pod opieką Vetulaniego.
Adam Vetulani i Karol Wojtyła wspólnie byli zaangażowani w sprawę Wydziału Teologicznego Uniwersytetu Jagiellońskiego, który decyzją Rady Ministrów w 1954 roku przestał być częścią UJ. W 1974 roku Vetulani był członkiem komisji, która opracowała skierowany do Prezesa Rady Ministrów PRL Memoriał w sprawie Papieskiego Wydziału Teologicznego w Krakowie, i zaproponował zawarte w nim żądanie: „Domagamy się stwierdzenia posiadania przez Papieski Wydział Teologiczny w Krakowie praw i przywilejów wyższej uczelni akademickiej”. Będąc wielkim kanclerzem Wydziału Teologicznego, Wojtyła niejednokrotnie zwracał się do Vetulaniego z prośbą o radę.
Wojtyła wraz z księdzem Stanisławem Dziwiszem niejednokrotnie gościł w domu Vetulanich, gdzie odbywali długie dyskusje. Ich znajomość wykraczała poza relacje profesjonalne, wynikające ze wspólnych zainteresowań naukowych. Na przestrzeni lat Karol Wojtyła zaprzyjaźnił się z profesorem oraz jego najbliższą rodziną, gościł na imieninach Adama Vetulaniego i jego żony Ireny.

#### Inwigilacja przez służby PRL
Co najmniej od sierpnia 1951 roku Adam Vetulani był inwigilowany przez Urząd Bezpieczeństwa pod kryptonimem „Szwajcar” jako „figurant sprawy wstępnego agenturalnego rozpracowywania”, w sprawie „o zabarwieniu mikołajczykowsko-szpiegowskim”, wedle ówczesnej reżimowej terminologii. Poddawano go intensywnej inwigilacji poprzez: podsłuch pokojowy i telefoniczny, kontrolę korespondencji, obserwację oraz umieszczanie informatorów wśród jego najbliższych znajomych. Vetulani był negatywnie postrzegany przez władze PRL ze względu na szereg czynników, m.in. pobyt na Zachodzie w czasie II wojny światowej, kontakty z rządem Rzeczypospolitej Polskiej na uchodźstwie, działalność w Polskim Stronnictwie Ludowym, związki z krakowską kurią biskupią, działania w obronie praw Wydziału Teologicznego UJ, otwartą krytykę stalinizacji uniwersytetu oraz sprawowanie funkcji sekretarza generalnego Polskiej Akademii Umiejętności w okresie starań o jej reaktywację. Pozostawał obiektem inwigilacji Służby Bezpieczeństwa do 1974 roku.
Jedną z szykan zastosowanych przez władze PRL wobec Adama Vetulaniego było odebranie mu możliwości wyjazdów zagranicznych na konferencje i zjazdy. Uczestniczył jeszcze w Międzynarodowym Kongresie ku uczczeniu 800-lecia powstania Dekretu Gracjana w Bolonii, Camaldolii i Rzymie (1952), jednak władze uniemożliwiły mu wyjazd po odbiór insygniów doktora honoris causa uniwersytetów w Strasburgu (1959) i Nancy (1961). Vetulani nie zrezygnował ze starań o umożliwienie mu swobodnych kontaktów z nauką światową, co przyniosło efekt w maju 1962 roku, kiedy po uzyskaniu paszportu Vetulani po raz pierwszy od 1956 roku wyjechał z Polski, udając się z wizytą do Pragi. Tam nawiązał kontakt z czeskim historykiem prawa Miroslavem Boháčkiem. We wrześniu 1964 roku odwiedził Szwajcarię. Potem podróżował już częściej, zwłaszcza do Włoch. W 1972 roku osobiście odebrał tytuł doktora honoris causa nadany mu przez Uniwersytet w Peczu.

#### Organizacja życia naukowego i oświatowego
W latach 50. Adam Vetulani organizował akcje kulturalno-oświatowe we wsiach podkrakowskich. Zawodowo związany był również z Instytutem Nauk Prawnych PAN, gdzie pracował w Zakładzie Historii Państwa i Prawa Polskiego (1956–1961), oraz z Instytutem Historii PAN, gdzie pracował w Zakładzie Historii Państwa i Prawa (1961–1962). Od 1966 roku był profesorem zwyczajnym na Papieskim Wydziale Teologicznym w Krakowie, gdzie prowadził wykłady z historii prawa kościelnego.
Był członkiem szeregu polskich i zagranicznych towarzystw naukowych, poza wyżej wymienionymi także m.in.: Komitetu Nauk Prawnych PAN, Polskiego Towarzystwa Historycznego (którego był wiceprezesem), Towarzystwa Naukowego w Toruniu (od 1955), Poznańskiego Towarzystwa Przyjaciół Nauk, Instytutu Zachodniego, Towarzystwa Naukowego KUL, Societé d'Histoire du Droit w Paryżu, Institute of Research and Study in Medieval Canon Law w Berkeley, Academia della Scienza dell'Istituto di Bologna, Societa Italiana di Storia del Diritto w Rzymie oraz belgijskiego Societé Internationale „Fernand de Vischer” pour l'histoire de droit de l'antiquité, sekcji polskiej Międzynarodowej Komisji do Badania Historii Zgromadzeń Stanowych i Instytucji Parlamentarnych afiliowanej przy Międzynarodowym Komitecie Nauk Historycznych.

#### Śmierć młodszego syna
18 czerwca 1965 roku podczas spływu kajakowego na Dunajcu utonął Jan Vetulani, młodszy syn Adama Vetulaniego, asystent przy Katedrze Prawa Karnego UJ, który w chwili śmierci przygotowywał się do doktoratu z etyki norm . Jan Vetulani należał do tzw. Środowiska, studenckiej grupy duszpasterskiej skupionej wokół Karola Wojtyły, odbywającej wspólne wycieczki krajoznawcze. Na prośbę rodziny, tragiczną wiadomość o śmierci syna Adamowi Vetulaniemu przekazał biskup Karol Wojtyła.

#### Ostatnie lata
W 1970 roku, po dwudziestu trzech latach, Adam Vetulani odszedł ze stanowiska kierownika Katedry Historii Państwa i Prawa Polskiego UJ. W 1971 roku przeszedł na emeryturę. W listopadzie 1974 roku został awansowany na podporucznika. Miał wówczas siedemdziesiąt trzy lata i nie podlegał obowiązkowi służby wojskowej. 2 lutego 1975 roku zmarła jego żona, Irena Vetulani. W liście do Miroslava Boháčka z 9 listopada 1975 Adam Vetulani pisał: „Po nagłej śmierci mej Małżonki jestem samotny i w pracy szukam zapomnienia”. W następstwie śmierci Ireny Vetulani, do Krakowa powrócił wraz z rodziną syn Jerzy, pracujący wówczas jako Research Associate Professor w Vanderbilt University.
W 1976 roku ukazały się wspomnienia Adama Vetulaniego Poza płomieniami wojny. Internowani w Szwajcarii 1940–1945 z okresu organizowania obozów licealnych i uniwersyteckich dla żołnierzy 2 Dywizji Strzelców Pieszych. Zaabsorbowany pracą nad wspomnieniami, nie skorzystał z zaproszenia Stephana Kuttnera do kilkumiesięcznego wyjazdu na Uniwersytet Kalifornijski w Berkeley w celu opisania zmikrofilmowanych tam rękopisów watykańskich. W prywatnej rozmowie ze swoim uczniem Wacławem Uruszczakiem stwierdził, że „najważniejsze z tego, co zrobił w życiu” były „wykłady dla żołnierzy w obozach dla internowanych”. Planował jeszcze spisanie wspomnień ze swojego pobytu w Rumunii, jak i napisanie historii rodziny Vetulanich, jednak tych planów nie zdążył już zrealizować.
Rękopisy i maszynopisy jego prac zazwyczaj nosiły w prawym górnym rogu pierwszej strony skrót WIBBP, tzn. „W Imię Boże Bóg Pomoże”.
Adam Vetulani zmarł 25 września 1976 roku podczas pobytu w sanatorium w Busku-Zdroju. Został pochowany na cmentarzu Rakowickim w Krakowie 1 października 1976, w kwaterze Ta. Uroczystościom pogrzebowym przewodniczył arcybiskup Karol Wojtyła.

## Praca naukowa
W pracy naukowej Adam Vetulani zajmował się historią prawa kościelnego powszechnego, historią średniowiecznego prawa polskiego, tradycją prawną oraz edytorstwem. Badał m.in. kwestię sekularyzacji Prus i prawa lennego w Polsce. Prowadził badania nad tzw. Dekretem Gracjana, w tym znajomością dokumentu w Polsce. Analizował politykę konkordatową Watykanu w XX wieku, szczególnie w stosunku do Niemiec i Austrii.
W okresie przedwojennym Adam Vetulani sporządził szereg zapisów dotyczących średniowiecznych rękopisów płockiej biblioteki katedralnej. Oryginalne rękopisy, przechowywane w bibliotece płockiego seminarium duchownego, zostały zrabowane przez okupantów niemieckich w 1941. W związku z tym zapisy Adama Vetulaniego pozostawały przez szereg lat „jedynym źródłem naukowym dotyczącym rękopisów biblioteki płockiej” (z wyjątkiem wcześniejszych opracowań, w ocenie Józefa Korpały „przestarzałych pod wieloma względami”). Publikacja źródłowa Adama Vetulaniego Średniowieczne rękopisy płockiej biblioteki katedralnej (1963) „obejmuje obszerną rozprawę traktującą o rozwoju księgozbioru płockiego i wartości badawczej rękopisów płockich (m.in. o dziejach książki rękopiśmiennej) oraz materiały do katalogu średniowiecznych rękopisów katedry płockiej i opisy rękopisów płockich”. Oceniając wydawnictwo jako godne uwagi, Józef Korpała wskazał, że „ograniczone cele, jakie stawiał sobie autor tych opisów, spowodowały, że opisy te nie są kompletne”. Od lat 70. miały miejsce cztery częściowe zwroty zaginionych przedwojennych zbiorów rękopiśmiennych Archiwum Diecezjalnego w Płocku, jednak do 2020 większość rękopisów nadal uznawana jest za zaginione.
Adam Vetulani przejrzał i uzupełnił czterotomowe dzieło Stanisława Kutrzeby Historia ustroju Polski w zarysie.
Współpracował z redakcją Polskiego Słownika Biograficznego.
Dużo pracy poświęcił opracowywaniu i publikacji źródeł historycznych. Przewodniczył komisji redakcyjnej serii wydawniczej Pomniki Prawa Polskiego (1957–1966).

## Publikacje (wybór)

### Rozprawy i monografie
- Nagana sądowa w dawnem prawie polskiem (1923)
- Z dziejów strasburskiej kapituły katedralnej (1927)
- Lenno pruskie. Od traktatu krakowskiego do śmierci księcia Albrechta 1525–1568. Studium historyczno-prawne (1930)[n]
- Włoska ustawa o ślubach kościelnych (1930)
- Początki oficjalatu biskupiego w Polsce (1934)
- Benefices en Pologne (1936)
- O sposobie powoływania się na przepisy prawa rzymskiego i kanonicznego w późniejszym średniowieczu (1936)
- Przeciw elitaryzmowi (1936)
- Ludzie „wojennego rzemiosła” czy fachowcy? (1938)
- Perspektywy katolicyzmu w Wielkich Niemczech (1938)
- Prawosławie – problemem politycznym (1938)
- „Zagadka” kard. Innitzera (1938)
- Polskie wpływy polityczne w Prusach Książęcych (1939)
- Historia ustroju Polski w zarysie (1941)
- Dekret Gracjana w świetle najnowszych badań (1948)
- Dzieje historii prawa w Polsce (1948)
- Wrocławskie rękopisy statutów Mikołaja Trąby (1948)
- Polska i Prusy Książęce w związku ustrojowym. Próba popularnej syntezy (1949)
- Z badań nad znajomością powszechnego prawa kanonicznego w Polsce w XIII wieku (1949)
- O nowe ujęcie historii źródeł dawnego prawa polskiego (1952)
- Prawny stosunek Prus Książęcych do Polski 1466–1657 (1954)
- W sprawie prawa chłopskiego w Polsce feudalnej (1956)
- Kanonista Stephanus Polonus (1960)
- Nowe wydanie niemieckiego zwodu prawa polskiego (1960)
- Początki najstarszych wszechnic środkowoeuropejskich (1970)
- Z badań nad kulturą prawniczą w Polsce piastowskiej (1976)
- Sur Gratien et les Décrétales (1990), pośmiertnie[77]

Na podstawie materiału źródłowego.

### Wydawnictwa źródłowe
- Statuty synodalne Henryka Kietlicza (1938)
- Średniowieczny ruski przekład statutów ziemskich Kazimierza Wielkiego i Władysława Jagiełły (1950, ze Stanisławem Romanem)
- Statuty synodalne wieluńsko-kaliskie Mikołaja Trąby z r. 1420 (1951, z Janem Fijałkiem, z materiałów przysposobionych przez Bolesława Ulanowskiego)
- Władztwo Polski w Prusiech Zakonnych i Książęcych 1454–1657. Wybór źródeł (1953)[o]
- Księgi sądowe wiejskie klucza łąckiego. 1, 1528–1739 (1962)
- Księgi sądowe wiejskie klucza łąckiego. 2, 1744–1811 (1963)
- Średniowieczne rękopisy płockiej biblioteki katedralnej (1963)

### Podręczniki
- Dzieje Polski w zwięzłym zarysie (1942)[p]
- Państwo i obywatel (1943)[q]

### Wspomnienia
- Poza płomieniami wojny. Internowani w Szwajcarii 1940–1945 (1976)

## Uczniowie
Adam Vetulani wypromował ośmiu doktorów: Juliusza Bardacha (1948), Stanisława Romana (1948), Stanisława Grodziskiego (1959), Wojciecha Marię Bartla (1959), Ludwika Łysiaka (1961), Stanisława Płazę (1964) i Wacława Uruszczaka (1975), z których każdy został później profesorem nauk prawnych.
Wśród jego uczniów byli także m.in. Bogusław Leśnodorski, Włodzimierz Wolfarth, Lesław Pauli, Stanisław Salmonowicz i Stanisław Waltoś.

## Nagrody i odznaczenia
- Krzyż Walecznych (dwukrotnie)[70];

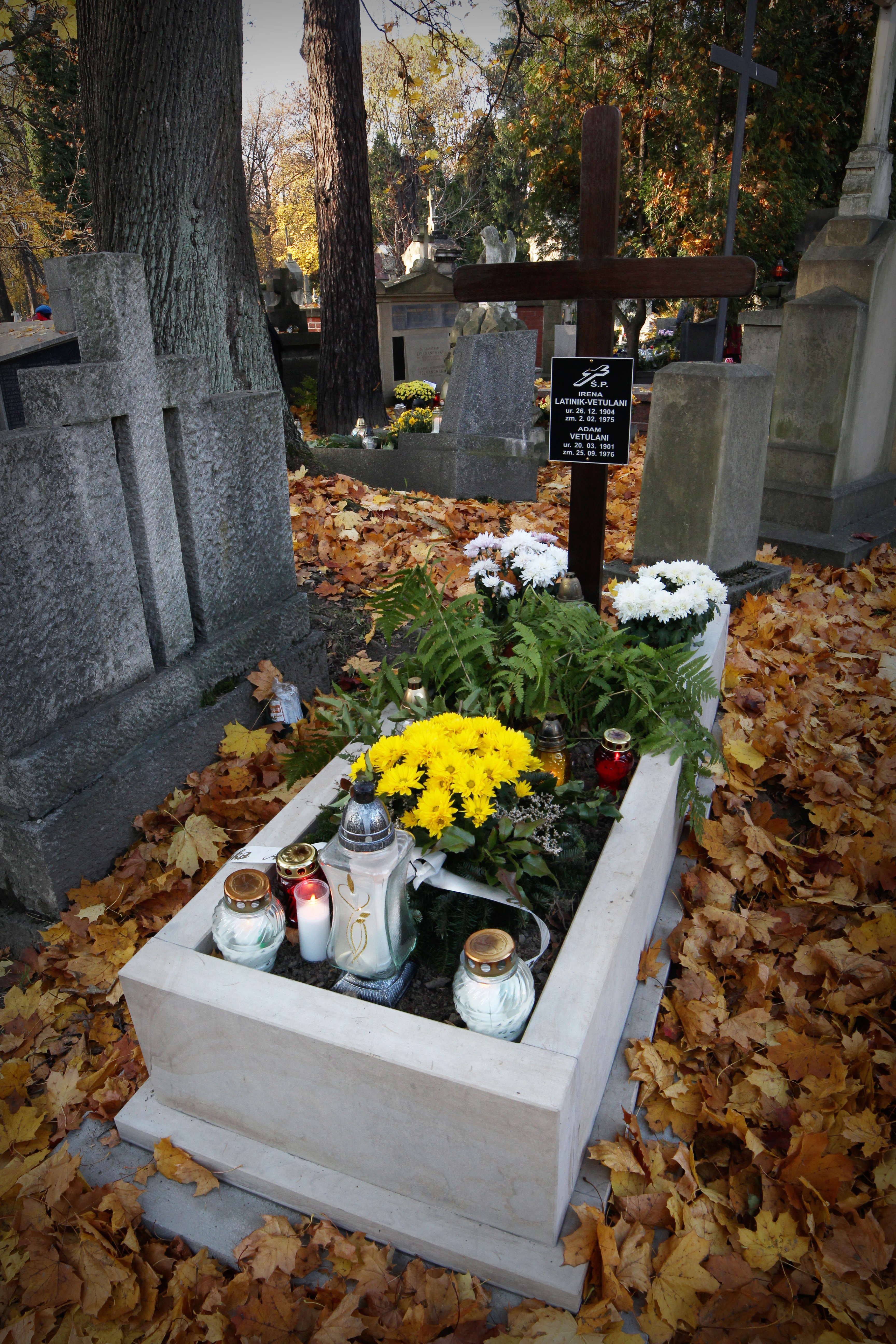
Grób Adama Vetulaniego i Ireny z domu Latinik na cmentarzu Rakowickim

- Nagroda im. Prof. Adolfa Pawińskiego z fundacji Stanisława Rotwanda i Hipolita Wawelberga Kasy im. Józefa Mianowskiego (1935)[20];
- Croix de Guerre avec étoile (Francja)[70];
- Croix du combattant (Francja)[20];
- Médaille commémorative française de la guerre 1939–1945 (Francja)[20];
- Nagroda ministra szkolnictwa wyższego (1956);
- doktorat honorowy Uniwersytetu w Strasburgu (1959);
- doktorat honorowy Uniwersytetu Nancy (1961);
- doktorat honorowy Uniwersytetu w Pecs (1972);
- Medal PAN im. Mikołaja Kopernika (1972);
- Krzyż Komandorski Orderu Piusa IX (1972)[44][91];
- Nagroda Fundacji Jurzykowskiego (1976);
- Medal Komisji Edukacji Narodowej[70].

## Ocena i odbiór
W ocenie Wojciecha Marii Bartla i Stanisława Grodziskiego, Vetulani był „zawsze bardzo dokładnym i wymagającym” recenzentem prac swoich uczniów, i „bez wątpienia powiedzieć można, iż pozostawił po sobie całą szkołę badawczą”. Jak wspominali obaj autorzy, Vetulani „surowo krytykował błędy i pomyłki ucznia, z czasem obdarzając go coraz większym zaufaniem; umiał się też przyznawać do własnych pomyłek, i tak nauka stopniowo przeobrażała się w równorzędną współpracę”. Według Stanisława Grodziskiego „szkoła Adama Vetulaniego” kontynuowała tradycje krakowskiej szkoły historycznej.
Krzysztof Stopka w artykule opisującym historię Uniwersytetu Jagiellońskiego wymienił Adama Vetulaniego pośród kilkunastu wybitnych uczonych, którzy wykładali na UJ po II wojnie światowej.

## Upamiętnienie
W 1991 imieniem Adama Vetulaniego została nazwana jedna z ulic w Krakowie, w dzielnicy Prądnik Biały. W styczniu 2024 Zarząd Transportu Publicznego w Krakowie poinformował o zmianie nazwy przystanku krakowskiego transportu zbiorowego z „Prądnik Biały Zachód” na „Vetulaniego”.
Podczas procesu zmian nazw ulicy w Sanoku w maju 1989 zaproponowano nazwanie jednej z odnóg ulicy Wincentego Witosa w dzielnicy Dąbrówka „ulicą Vetulanich”. Ulica pod taką nazwą w ww. dzielnicy widnieje w źródłach urzędowych z 1990, jednak współcześnie nie ma już jej w wykazie ulic miasta Sanoka.
W 1997 roku, podczas szóstej pielgrzymki do Polski, na uroczystości 600-lecia Wydziału Teologicznego UJ w kolegiacie św. Anny, w obecności rektorów polskich uczelni, papież Jan Paweł II na koniec przemówienia przywołał swojego dawnego mistrza: „Jeszcze chyba jedną postać i jedno wspomnienie muszę wypowiedzieć. W czasach zmagania się o Papieski Wydział Teologiczny, wydział sześćsetletni, bardzo wiele mi pomógł profesor Adam Vetulani. I wielu innych, ale wymieniam jego, bo był mi szczególnie bliski w tych czasach”.
Spuścizna Adama Vetulaniego została przekazana do Archiwum Nauki Polskiej Akademii Nauk i Polskiej Akademii Umiejętności w Krakowie oraz Archiwum Uniwersytetu Jagiellońskiego.
Część pamiątek została pokazana na wystawie Z życia i działalności Adama Vetulaniego 1901–1976 w Archiwum Nauki PAN i PAU w dniach 16 listopada 2001 – 30 kwietnia 2002. Wystawie tej towarzyszyło posiedzenie naukowe zorganizowane w PAU oraz późniejsza publikacja Adam Vetulani 1901–1976. Materiały z Posiedzenia Naukowego PAU w dniu 16 listopada 2001 r., wydana w serii W służbie nauki.

## Rodzina
Rodzina Vetulanich
|  |  |                    |                    |                    |                    |                    |                    |  |  |              |              |              |              |                    |                    |                    |                    | Michał Vetulani    | Michał Vetulani    | Michał Vetulani | Michał Vetulani | Michał Vetulani  | Michał Vetulani  |                  |                  | Franciszka Śliwińska | Franciszka Śliwińska | Franciszka Śliwińska | Franciszka Śliwińska | Franciszka Śliwińska | Franciszka Śliwińska |                           |                           |                           |                           |                           |                           |                      |                      |                                 |                                 |                                 |                                 |                                 |                                 |  |  |                            |                            |                            |                            |                            |                            |               |               |                |                |                    |                    |                    |                    |                    |                    |                 |                 |                 |                 |                 |                 |                |                |  |  |                 |                 |                     |                     |                     |                     |                     |                     |                         |                         |                                |                                |                                |                                |                                |                                |                  |                  |                  |                  |                  |                  |  |  |  |  |  |  |  |  |  |  |
|  |  |                    |                    |                    |                    |                    |                    |  |  |              |              |              |              |                    |                    |                    |                    | Michał Vetulani    | Michał Vetulani    | Michał Vetulani | Michał Vetulani | Michał Vetulani  | Michał Vetulani  |                  |                  | Franciszka Śliwińska | Franciszka Śliwińska | Franciszka Śliwińska | Franciszka Śliwińska | Franciszka Śliwińska | Franciszka Śliwińska |                           |                           |                           |                           |                           |                           |                      |                      |                                 |                                 |                                 |                                 |                                 |                                 |  |  |                            |                            |                            |                            |                            |                            |               |               |                |                |                    |                    |                    |                    |                    |                    |                 |                 |                 |                 |                 |                 |                |                |  |  |                 |                 |                     |                     |                     |                     |                     |                     |                         |                         |                                |                                |                                |                                |                                |                                |                  |                  |                  |                  |                  |                  |  |  |  |  |  |  |  |  |  |  |
|  |  |                    |                    |                    |                    |                    |                    |  |  |              |              |              |              |                    |                    |                    |                    |                    |                    |                 |                 |                  |                  |                  |                  |                      |                      |                      |                      |                      |                      |                           |                           |                           |                           |                           |                           |                      |                      |                                 |                                 |                                 |                                 |                                 |                                 |  |  |                            |                            |                            |                            |                            |                            |               |               |                |                |                    |                    |                    |                    |                    |                    |                 |                 |                 |                 |                 |                 |                |                |  |  |                 |                 |                     |                     |                     |                     |                     |                     |                         |                         |                                |                                |                                |                                |                                |                                |                  |                  |                  |                  |                  |                  |  |  |  |  |  |  |  |  |  |  |
|  |  |                    |                    |                    |                    |                    |                    |  |  |              |              |              |              |                    |                    |                    |                    |                    |                    |                 |                 |                  |                  |                  |                  |                      |                      |                      |                      |                      |                      |                           |                           |                           |                           |                           |                           |                      |                      |                                 |                                 |                                 |                                 |                                 |                                 |  |  |                            |                            |                            |                            |                            |                            |               |               |                |                |                    |                    |                    |                    |                    |                    |                 |                 |                 |                 |                 |                 |                |                |  |  |                 |                 |                     |                     |                     |                     |                     |                     |                         |                         |                                |                                |                                |                                |                                |                                |                  |                  |                  |                  |                  |                  |  |  |  |  |  |  |  |  |  |  |
|  |  | Jan Vetulani       | Jan Vetulani       | Jan Vetulani       | Jan Vetulani       | Jan Vetulani       | Jan Vetulani       |  |  | Matylda Pisz | Matylda Pisz | Matylda Pisz | Matylda Pisz | Matylda Pisz       | Matylda Pisz       |                    |                    |                    |                    |                 |                 | Roman Vetulani   | Roman Vetulani   | Roman Vetulani   | Roman Vetulani   | Roman Vetulani       | Roman Vetulani       |                      |                      |                      |                      |                           |                           | Elżbieta Kunachowicz      | Elżbieta Kunachowicz      | Elżbieta Kunachowicz      | Elżbieta Kunachowicz      | Elżbieta Kunachowicz | Elżbieta Kunachowicz |                                 |                                 |                                 |                                 |                                 |                                 |  |  |                            |                            |                            |                            |                            |                            |               |               |                |                | Franciszek Latinik | Franciszek Latinik | Franciszek Latinik | Franciszek Latinik | Franciszek Latinik | Franciszek Latinik |                 |                 |                 |                 |                 |                 |                |                |  |  |                 |                 | Franciszek Vetulani | Franciszek Vetulani | Franciszek Vetulani | Franciszek Vetulani | Franciszek Vetulani | Franciszek Vetulani |                         |                         | Katarzyna Ipohorska-Lenkiewicz | Katarzyna Ipohorska-Lenkiewicz | Katarzyna Ipohorska-Lenkiewicz | Katarzyna Ipohorska-Lenkiewicz | Katarzyna Ipohorska-Lenkiewicz | Katarzyna Ipohorska-Lenkiewicz |                  |                  |                  |                  |                  |                  |  |  |  |  |  |  |  |  |  |  |
|  |  | Jan Vetulani       | Jan Vetulani       | Jan Vetulani       | Jan Vetulani       | Jan Vetulani       | Jan Vetulani       |  |  | Matylda Pisz | Matylda Pisz | Matylda Pisz | Matylda Pisz | Matylda Pisz       | Matylda Pisz       |                    |                    |                    |                    |                 |                 | Roman Vetulani   | Roman Vetulani   | Roman Vetulani   | Roman Vetulani   | Roman Vetulani       | Roman Vetulani       |                      |                      |                      |                      |                           |                           | Elżbieta Kunachowicz      | Elżbieta Kunachowicz      | Elżbieta Kunachowicz      | Elżbieta Kunachowicz      | Elżbieta Kunachowicz | Elżbieta Kunachowicz |                                 |                                 |                                 |                                 |                                 |                                 |  |  |                            |                            |                            |                            |                            |                            |               |               |                |                | Franciszek Latinik | Franciszek Latinik | Franciszek Latinik | Franciszek Latinik | Franciszek Latinik | Franciszek Latinik |                 |                 |                 |                 |                 |                 |                |                |  |  |                 |                 | Franciszek Vetulani | Franciszek Vetulani | Franciszek Vetulani | Franciszek Vetulani | Franciszek Vetulani | Franciszek Vetulani |                         |                         | Katarzyna Ipohorska-Lenkiewicz | Katarzyna Ipohorska-Lenkiewicz | Katarzyna Ipohorska-Lenkiewicz | Katarzyna Ipohorska-Lenkiewicz | Katarzyna Ipohorska-Lenkiewicz | Katarzyna Ipohorska-Lenkiewicz |                  |                  |                  |                  |                  |                  |  |  |  |  |  |  |  |  |  |  |
|  |  |                    |                    |                    |                    |                    |                    |  |  |              |              |              |              |                    |                    |                    |                    |                    |                    |                 |                 |                  |                  |                  |                  |                      |                      |                      |                      |                      |                      |                           |                           |                           |                           |                           |                           |                      |                      |                                 |                                 |                                 |                                 |                                 |                                 |  |  |                            |                            |                            |                            |                            |                            |               |               |                |                |                    |                    |                    |                    |                    |                    |                 |                 |                 |                 |                 |                 |                |                |  |  |                 |                 |                     |                     |                     |                     |                     |                     |                         |                         |                                |                                |                                |                                |                                |                                |                  |                  |                  |                  |                  |                  |  |  |  |  |  |  |  |  |  |  |
|  |  |                    |                    |                    |                    |                    |                    |  |  |              |              |              |              |                    |                    |                    |                    |                    |                    |                 |                 |                  |                  |                  |                  |                      |                      |                      |                      |                      |                      |                           |                           |                           |                           |                           |                           |                      |                      |                                 |                                 |                                 |                                 |                                 |                                 |  |  |                            |                            |                            |                            |                            |                            |               |               |                |                |                    |                    |                    |                    |                    |                    |                 |                 |                 |                 |                 |                 |                |                |  |  |                 |                 |                     |                     |                     |                     |                     |                     |                         |                         |                                |                                |                                |                                |                                |                                |                  |                  |                  |                  |                  |                  |  |  |  |  |  |  |  |  |  |  |
|  |  | Eugeniusz Vetulani | Eugeniusz Vetulani | Eugeniusz Vetulani | Eugeniusz Vetulani | Eugeniusz Vetulani | Eugeniusz Vetulani |  |  |              |              |              |              | Kazimierz Vetulani | Kazimierz Vetulani | Kazimierz Vetulani | Kazimierz Vetulani | Kazimierz Vetulani | Kazimierz Vetulani |                 |                 | Zygmunt Vetulani | Zygmunt Vetulani | Zygmunt Vetulani | Zygmunt Vetulani | Zygmunt Vetulani     | Zygmunt Vetulani     |                      |                      | Tadeusz Vetulani     | Tadeusz Vetulani     | Tadeusz Vetulani          | Tadeusz Vetulani          | Tadeusz Vetulani          | Tadeusz Vetulani          |                           |                           | Maria Godlewska      | Maria Godlewska      | Maria Godlewska                 | Maria Godlewska                 | Maria Godlewska                 | Maria Godlewska                 |                                 |                                 |  |  |                            |                            | Adam Vetulani              | Adam Vetulani              | Adam Vetulani              | Adam Vetulani              | Adam Vetulani | Adam Vetulani |                |                | Irena Latinik      | Irena Latinik      | Irena Latinik      | Irena Latinik      | Irena Latinik      | Irena Latinik      |                 |                 | Zofia Vetulani  | Zofia Vetulani  | Zofia Vetulani  | Zofia Vetulani  | Zofia Vetulani | Zofia Vetulani |  |  | Bohdan de Nisau | Bohdan de Nisau | Bohdan de Nisau     | Bohdan de Nisau     | Bohdan de Nisau     | Bohdan de Nisau     |                     |                     | Maria Vetulani de Nisau | Maria Vetulani de Nisau | Maria Vetulani de Nisau        | Maria Vetulani de Nisau        | Maria Vetulani de Nisau        | Maria Vetulani de Nisau        |                                |                                | Cecylia Vetulani | Cecylia Vetulani | Cecylia Vetulani | Cecylia Vetulani | Cecylia Vetulani | Cecylia Vetulani |  |  |  |  |  |  |  |  |  |  |
|  |  | Eugeniusz Vetulani | Eugeniusz Vetulani | Eugeniusz Vetulani | Eugeniusz Vetulani | Eugeniusz Vetulani | Eugeniusz Vetulani |  |  |              |              |              |              | Kazimierz Vetulani | Kazimierz Vetulani | Kazimierz Vetulani | Kazimierz Vetulani | Kazimierz Vetulani | Kazimierz Vetulani |                 |                 | Zygmunt Vetulani | Zygmunt Vetulani | Zygmunt Vetulani | Zygmunt Vetulani | Zygmunt Vetulani     | Zygmunt Vetulani     |                      |                      | Tadeusz Vetulani     | Tadeusz Vetulani     | Tadeusz Vetulani          | Tadeusz Vetulani          | Tadeusz Vetulani          | Tadeusz Vetulani          |                           |                           | Maria Godlewska      | Maria Godlewska      | Maria Godlewska                 | Maria Godlewska                 | Maria Godlewska                 | Maria Godlewska                 |                                 |                                 |  |  |                            |                            | Adam Vetulani              | Adam Vetulani              | Adam Vetulani              | Adam Vetulani              | Adam Vetulani | Adam Vetulani |                |                | Irena Latinik      | Irena Latinik      | Irena Latinik      | Irena Latinik      | Irena Latinik      | Irena Latinik      |                 |                 | Zofia Vetulani  | Zofia Vetulani  | Zofia Vetulani  | Zofia Vetulani  | Zofia Vetulani | Zofia Vetulani |  |  | Bohdan de Nisau | Bohdan de Nisau | Bohdan de Nisau     | Bohdan de Nisau     | Bohdan de Nisau     | Bohdan de Nisau     |                     |                     | Maria Vetulani de Nisau | Maria Vetulani de Nisau | Maria Vetulani de Nisau        | Maria Vetulani de Nisau        | Maria Vetulani de Nisau        | Maria Vetulani de Nisau        |                                |                                | Cecylia Vetulani | Cecylia Vetulani | Cecylia Vetulani | Cecylia Vetulani | Cecylia Vetulani | Cecylia Vetulani |  |  |  |  |  |  |  |  |  |  |
|  |  |                    |                    |                    |                    |                    |                    |  |  |              |              |              |              |                    |                    |                    |                    |                    |                    |                 |                 |                  |                  |                  |                  |                      |                      |                      |                      |                      |                      |                           |                           |                           |                           |                           |                           |                      |                      |                                 |                                 |                                 |                                 |                                 |                                 |  |  |                            |                            |                            |                            |                            |                            |               |               |                |                |                    |                    |                    |                    |                    |                    |                 |                 |                 |                 |                 |                 |                |                |  |  |                 |                 |                     |                     |                     |                     |                     |                     |                         |                         |                                |                                |                                |                                |                                |                                |                  |                  |                  |                  |                  |                  |  |  |  |  |  |  |  |  |  |  |
|  |  | Armand Vetulani    | Armand Vetulani    | Armand Vetulani    | Armand Vetulani    | Armand Vetulani    | Armand Vetulani    |  |  |              |              |              |              |                    |                    |                    |                    |                    |                    |                 |                 | Wanda Vetulani   | Wanda Vetulani   | Wanda Vetulani   | Wanda Vetulani   | Wanda Vetulani       | Wanda Vetulani       |                      |                      |                      |                      | Zygmunt Vetulani          | Zygmunt Vetulani          | Zygmunt Vetulani          | Zygmunt Vetulani          | Zygmunt Vetulani          | Zygmunt Vetulani          |                      |                      | Grażyna Małgorzata Świerczyńska | Grażyna Małgorzata Świerczyńska | Grażyna Małgorzata Świerczyńska | Grażyna Małgorzata Świerczyńska | Grażyna Małgorzata Świerczyńska | Grażyna Małgorzata Świerczyńska |  |  | Krystyna Vetulani-Belfoure | Krystyna Vetulani-Belfoure | Krystyna Vetulani-Belfoure | Krystyna Vetulani-Belfoure | Krystyna Vetulani-Belfoure | Krystyna Vetulani-Belfoure |               |               | Jerzy Vetulani | Jerzy Vetulani | Jerzy Vetulani     | Jerzy Vetulani     | Jerzy Vetulani     | Jerzy Vetulani     |                    |                    | Maria Pająk     | Maria Pająk     | Maria Pająk     | Maria Pająk     | Maria Pająk     | Maria Pająk     |                |                |  |  |                 |                 |                     |                     | Witold de Nisau     | Witold de Nisau     | Witold de Nisau     | Witold de Nisau     | Witold de Nisau         | Witold de Nisau         |                                |                                |                                |                                |                                |                                |                  |                  |                  |                  |                  |                  |  |  |  |  |  |  |  |  |  |  |
|  |  | Armand Vetulani    | Armand Vetulani    | Armand Vetulani    | Armand Vetulani    | Armand Vetulani    | Armand Vetulani    |  |  |              |              |              |              |                    |                    |                    |                    |                    |                    |                 |                 | Wanda Vetulani   | Wanda Vetulani   | Wanda Vetulani   | Wanda Vetulani   | Wanda Vetulani       | Wanda Vetulani       |                      |                      |                      |                      | Zygmunt Vetulani          | Zygmunt Vetulani          | Zygmunt Vetulani          | Zygmunt Vetulani          | Zygmunt Vetulani          | Zygmunt Vetulani          |                      |                      | Grażyna Małgorzata Świerczyńska | Grażyna Małgorzata Świerczyńska | Grażyna Małgorzata Świerczyńska | Grażyna Małgorzata Świerczyńska | Grażyna Małgorzata Świerczyńska | Grażyna Małgorzata Świerczyńska |  |  | Krystyna Vetulani-Belfoure | Krystyna Vetulani-Belfoure | Krystyna Vetulani-Belfoure | Krystyna Vetulani-Belfoure | Krystyna Vetulani-Belfoure | Krystyna Vetulani-Belfoure |               |               | Jerzy Vetulani | Jerzy Vetulani | Jerzy Vetulani     | Jerzy Vetulani     | Jerzy Vetulani     | Jerzy Vetulani     |                    |                    | Maria Pająk     | Maria Pająk     | Maria Pająk     | Maria Pająk     | Maria Pająk     | Maria Pająk     |                |                |  |  |                 |                 |                     |                     | Witold de Nisau     | Witold de Nisau     | Witold de Nisau     | Witold de Nisau     | Witold de Nisau         | Witold de Nisau         |                                |                                |                                |                                |                                |                                |                  |                  |                  |                  |                  |                  |  |  |  |  |  |  |  |  |  |  |
|  |  |                    |                    |                    |                    |                    |                    |  |  |              |              |              |              |                    |                    |                    |                    |                    |                    |                 |                 |                  |                  |                  |                  |                      |                      |                      |                      |                      |                      |                           |                           |                           |                           |                           |                           |                      |                      |                                 |                                 |                                 |                                 |                                 |                                 |  |  |                            |                            |                            |                            |                            |                            |               |               |                |                |                    |                    |                    |                    |                    |                    |                 |                 |                 |                 |                 |                 |                |                |  |  |                 |                 |                     |                     |                     |                     |                     |                     |                         |                         |                                |                                |                                |                                |                                |                                |                  |                  |                  |                  |                  |                  |  |  |  |  |  |  |  |  |  |  |
|  |  |                    |                    |                    |                    |                    |                    |  |  |              |              |              |              |                    |                    |                    |                    |                    |                    |                 |                 |                  |                  |                  |                  |                      |                      |                      |                      |                      |                      |                           |                           |                           |                           |                           |                           |                      |                      |                                 |                                 |                                 |                                 |                                 |                                 |  |  |                            |                            |                            |                            |                            |                            |               |               |                |                |                    |                    |                    |                    |                    |                    |                 |                 |                 |                 |                 |                 |                |                |  |  |                 |                 |                     |                     |                     |                     |                     |                     |                         |                         |                                |                                |                                |                                |                                |                                |                  |                  |                  |                  |                  |                  |  |  |  |  |  |  |  |  |  |  |
|  |  |                    |                    |                    |                    |                    |                    |  |  |              |              |              |              |                    |                    |                    |                    |                    |                    |                 |                 |                  |                  |                  |                  |                      |                      |                      |                      |                      |                      | Agnieszka Vetulani-Cęgiel | Agnieszka Vetulani-Cęgiel | Agnieszka Vetulani-Cęgiel | Agnieszka Vetulani-Cęgiel | Agnieszka Vetulani-Cęgiel | Agnieszka Vetulani-Cęgiel |                      |                      | Maria Vetulani                  | Maria Vetulani                  | Maria Vetulani                  | Maria Vetulani                  | Maria Vetulani                  | Maria Vetulani                  |  |  | Charles Belfoure           | Charles Belfoure           | Charles Belfoure           | Charles Belfoure           | Charles Belfoure           | Charles Belfoure           |               |               | Marek Vetulani | Marek Vetulani | Marek Vetulani     | Marek Vetulani     | Marek Vetulani     | Marek Vetulani     |                    |                    | Tomasz Vetulani | Tomasz Vetulani | Tomasz Vetulani | Tomasz Vetulani | Tomasz Vetulani | Tomasz Vetulani |                |                |  |  |                 |                 |                     |                     |                     |                     |                     |                     |                         |                         |                                |                                |                                |                                |                                |                                |                  |                  |                  |                  |                  |                  |  |  |  |  |  |  |  |  |  |  |